# Ichneumon tumidifrons
Ichneumon tumidifrons är en stekelart som beskrevs av Cresson 1867. Ichneumon tumidifrons ingår i släktet Ichneumon och familjen brokparasitsteklar. Inga underarter finns listade i Catalogue of Life.